# 鼓 (春秋)
鼓（こ）は、先秦の小規模な諸侯国。現在の河北省石家荘市晋州市の西に位置する。白狄によって建国された。一説では祁姓である。
紀元前527年、晋の荀呉は軍を率いて鮮虞を伐し、鼓を包囲した。荀呉は鼓の一人も殺さずに、将の鼓子鳶鞮を連れて帰国した。晋は鼓の地を占取すると、鼓子を廟に供えてから帰国させた。鼓子は帰国すると、晋を叛し、鮮虞に帰属した。紀元前520年六月、荀呉は東陽を視察し、米の搬入を装い、甲を荷として、昔陽の門外で休息を取った。鼓を襲って、滅ぼし鼓子鳶鞮を連れ帰り、渉佗に鼓の地の監視を命じた。戦国時代、鼓は下曲陽邑となった。

## 参考資料
- 《中国歴史大辞典》